# Antoni Kaczmarczyk
Antoni Kaczmarczyk (ur. 17 stycznia 1897 we Frydku-Mistku, zm. ?) – podpułkownik piechoty Wojska Polskiego, kawaler Orderu Virtuti Militari.

## Życiorys
Urodził się 17 stycznia 1897 we Frydku-Mistku, w rodzinie Antoniego i Karoliny z domu Szosty. Ukończył szkołę powszechną i gimnazjum w Przemyślu z maturą.
W czasie I wojny światowej walczył w szeregach cesarskiej i królewskiej Armii. Jego oddziałem macierzystym był Pułk Piechoty Nr 56. Na stopień chorążego rezerwy został mianowany ze starszeństwem z 1 kwietnia 1917.
W 1918 został przyjęty do Wojska Polskiego i przydzielony do 12 pułku piechoty. 21 listopada 1918 wyruszył z Żywca na odsiecz Lwowa w składzie kompanii porucznika Augustyna Walusia. Następnie walczył na wojnie z bolszewikami.
Po zakończeniu działań wojennych pozostał w macierzystym pułku, w Wadowicach jako oficer zawodowy. 3 maja 1922 został zweryfikowany w stopniu porucznika ze starszeństwem od 1 czerwca 1919 i 294. lokatą w korpusie oficerów piechoty. 31 marca 1924 prezydent RP nadał stopień kapitana ze starszeństwem z dnia 1 lipca 1923 i 199. lokatą w korpusie oficerów piechoty. 1 sierpnia 1924 dowodził 1. kompanią pułku. Od 15 czerwca do 7 sierpnia 1930 odbył staż w 7 pułku artylerii ciężkiej w Poznaniu, a następnie ukończył kurs próbny do Wyższej Szkoły Wojennej w Warszawie. 5 stycznia 1931 został powołany z 12 pp do Wyższej Szkoły Wojennej, w charakterze słuchacza dwuletniego kursu 1930/32. W październiku 1932, po ukończeniu kursu (bez dyplomu naukowego), został przeniesiony do 59 pułku piechoty w Inowrocławiu na stanowisko dowódcy batalionu. W sierpniu 1935 został przesunięty na stanowisko kwatermistrza. W 1938 zajmowane przez niego stanowisko zostało otrzymało nazwę „II zastępca dowódcy pułku”. Na podpułkownika został awansowany ze starszeństwem z 19 marca 1939 i 48. lokatą w korpusie oficerów piechoty.
Na początku kampanii wrześniowej 1939 dowodził Oddziałem Wydzielonym „Tur”, którego zadaniem była obrona Nakła i dozorowanie Kanału Bydgoskiego (miejsce postoju dowództwa we wsi Tur). Później dostał się do niemieckiej niewoli. Początkowo przebywał w Szpitalu V przy Stalagu XXI A. 21 maja 1940 został przeniesiony ze Stalagu XXI A do Oflagu XI B Braunschweig, a następnie do Oflagu II C Woldenberg i w końcu do Oflagu VII A Murnau.
Był żonaty, miał syna Jerzego (ur. 17 marca 1930).
W pracy Tadeusza Jerzego i Anny Józefy Krzystek „Polskie Siły Powietrzne w Wielkiej Brytanii w latach 1940-1947 łącznie z Pomocniczą Lotniczą Służbą Kobiet (PLSK-WAAF)” został wymieniony Antoni Kaczmarczyk, pułkownik administracji Polskich Sił Powietrznych w Wielkiej Brytanii, zmarły 13 marca 1968 w Londynie (w Internetowej „Liście Krzystka” podano także rok urodzenia 1897).

## Ordery i odznaczenia
- Krzyż Srebrny Orderu Wojskowego Virtuti Militari nr 4177[30][31][32][33]
- Krzyż Walecznych trzykrotnie[34][35][36]
- Złoty Krzyż Zasługi[24]
- Medal Dziesięciolecia Odzyskanej Niepodległości[37]
- Medal Pamiątkowy za Wojnę 1918–1921[37]

2 marca 1936 Komitet Krzyża i Medalu Niepodległości odrzucił wniosek o nadanie mu tego odznaczenia „z powodu braku pracy niepodległościowej”.